# 린 마굴리스

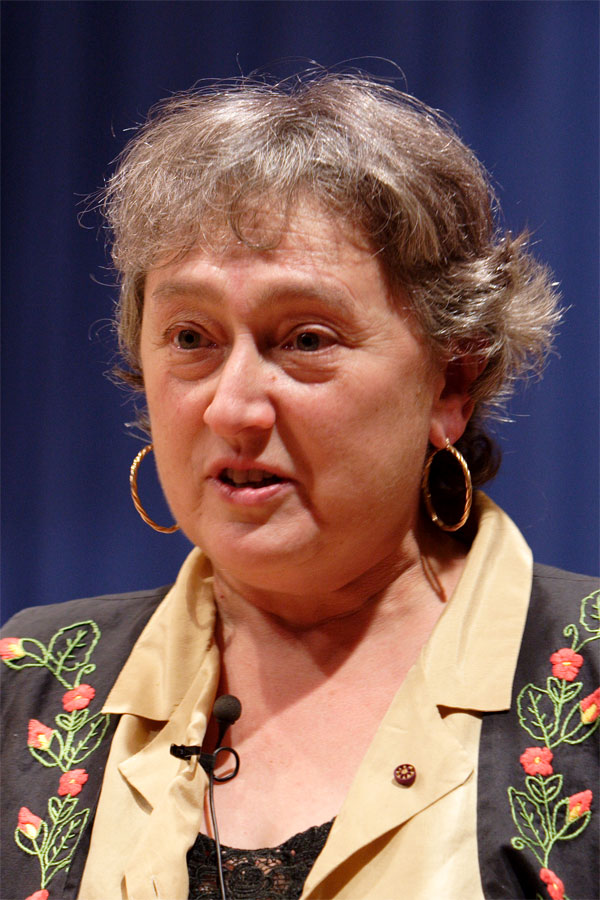

린 마굴리스(Lynn Margulis, 1938년 3월 5일 ~ 2011년 11월 22일)는 미국의 생물학자로서 매사추세츠 대학 앰허스트(University of Massachusetts Amherst) 대학교의 지구과학과 교수이다. 세포 생물학과 미생물의 진화 연구, 지구 시스템 과학의 발전에 많은 기여를 한 것으로 평가 받는다. 마굴리스는 미국항공우주국(NASA) 우주과학국의 지구생물학과 화학 진화에 관한 상임위원회의 의장을 역임했으며, NASA의 지구생물학에 관한 실험들을 지도하였다.
마굴리스의 가장 중요한 과학적 업적은 세포 내 미토콘드리아의 기원을 진핵세포로 들어간 외부 조직 공생적 관계를 이루다 정착했다고 보는 이론이다. 이러한 세포 내 공생설은 당시 충격적인 가설로 생물학계를 놀라게 했을 뿐 아니라 100여 종의 논문과 더불어 10여권의 책을 펴냈다.
그는 영국 대기과학자 제임스 러브록이 주창한 가이아 이론을 지지하며, 가설을 공고히 하는데 기여했다는 평가를 받는다.
그는 또한 칼 세이건의 첫 번째 부인이었으며, 도리언 세이건의 어머니이기도 하다.

## 번역된 저서
- 공생자 행성 (SYMBIOTIC PLANET : A New Look At Evolution) 사이언스북스, 사이언스 마스터 시리즈 15, ISBN 978-89-8371-955-3
- 생명이란 무엇인가? (What is Life?) 지호, ISBN 89-86270-28-5
- 섹스란 무엇인가? (What is Sex?) 지호, ISBN 89-86270-36-6